# Mario Ahumada
 Mario Esteban Ahumada Morales (Osorno, Chile, 11 de julio de 1989) es un exfutbolista chileno que jugaba de volante actualmente se encuentra sin equipo su último club fue Deportes Copiapó.

## Clubes
| Club                  | País  | Año           |
| --------------------- | ----- | ------------- |
| Unión La Calera       | Chile | 2010-2011     |
| Deportes Copiapó      | Chile | 2012-2013     |
| Deportes Puerto Montt | Chile | 2013-2014     |
| Deportes Copiapó      | Chile | 2014-Presente |

- Datos: Q5998403